# Skala NYHA
Skala NYHA – zaproponowana przez Nowojorskie Towarzystwo Kardiologiczne (NYHA – New York Heart Association) skala służąca do klasyfikacji ciężkości objawów niewydolności serca. Aktualnie, ze względu na swoją prostotę i stopień rozpowszechnienia, jest najczęściej używaną w naukach klinicznych.
| Klasa NYHA | Objawy kliniczne |
| ---------- | --- |
| I          | Chorzy z niewydolnością serca, która nie powoduje jednak u nich ograniczenia aktywności fizycznej. Zwykłe codzienne czynności nie powodują nadmiernego zmęczenia, kołatania serca, duszności ani bólu dławicowego. |
| II         | Chorzy z niewielkim upośledzeniem aktywności. Codzienne czynności powodują pojawienie się powyższych objawów. Dolegliwości nie występują w spoczynku.                                                              |
| III        | Chorzy ze znacznie ograniczoną aktywnością, wskutek pojawiania się dolegliwości przy małych wysiłkach, takich jak mycie lub ubieranie się. Dolegliwości w spoczynku nie występują.                                 |
| IV         | Chorzy, u których najmniejszy wysiłek powoduje pojawienie się zmęczenia, duszności, kołatania serca lub bólu dławicowego, a dolegliwości pojawiają się także w spoczynku.                                          |